# Kong Ja-young
Dans ce nom coréen, le nom de famille, Kong, précède le nom personnel.
Pour les articles homonymes, voir Kong.
Kong Ja-young (coréen : 공자영), née le 30 juillet 1985 à Séoul, est une judokate sud-coréenne.

## Palmarès international en judo
| Jeux asiatiques     | Jeux asiatiques | Jeux asiatiques |
| Année               | Médaille        | Catégorie       |
| ------------------- | --------------- | --------------- |
| 2006                | argent          | –63 kg          |
| 2010                | bronze          | –63 kg          |
| Championnats d'Asie |                 |                 |
| Année               | Médaille        | Catégorie       |
| 2008                | argent          | –63 kg          |